# 阪口仙得
阪口 仙得（さかぐち せんとく、享和元年(1801年) - 慶応3年（1867年）推定）は、江戸時代の囲碁棋士。安井仙角仙知門下、家元安井家の外家坂口家三世、七段上手。天保四傑と呼ばれる一人。元の名は荻野虎次郎。

## 経歴
江戸生まれ。14歳から七世安井仙角仙知により育てられ、文政5年(1822年)には初段と記されている（「囲碁人名録」）。天保初期に四段格。坂口仙徳、仙寿の代で途絶えていた坂口家を、仙知が改易して阪口家として荻野虎次郎に継がせる。天保9年(1838年)に七段となり、仙得と改めて御城碁に出仕、初出仕では服部雄節に白番中押負、その後文久元年の最後の御城碁まで計32局を勤めた。
安政6年(1859年)に本因坊秀和が名人碁所を出願した際、異義をとなえた井上松本因碩に替わり争碁の相手として申し出たが、幕末の公儀多忙によりうやむやに終わった。
伊藤松和、安井算知、太田雄蔵、阪口仙得の四人で「天保四傑」とよばれた。
天保四傑の中では年長（伊藤松和と同年生まれ）で、七段昇段も最も早かった。棋風は堅実で、地味ともとられるが、四傑との戦績は悪くなく、特に太田雄蔵には雄蔵が入段前の文政5年から40局あまり打って向先相先と先で、互先にさせなかった。ただし秀策には分が悪い。
几帳面な性質であり、また御城碁などの棋譜を丹念に保存しており、本因坊秀和が謄写のために仙得宅に通ったと伝えられる。慶応3年(1867年)の井上松本因碩宅で行われた連碁に参加し、その後の記録は無い。七世仙知の実子とも言われるが定かでない。子の阪口鋠太郎（新太郎、振太郎）は明治期に三段までなった。

### 御城碁成績
- 1838年（天保9年）白番中押負 服部雄節
- 1839年（天保10年）白番中押勝 林柏栄
- 1840年（天保11年）先番1目負 本因坊秀和
- 1841年（天保12年）先番3目勝 林柏栄
- 同年 先番1目負 安井算知
- 1842年（天保13年）白番9目負 本因坊丈策
- 同年 先番中押勝 林元美
- 1843年（天保14年）白番1目負 本因坊秀和
- 同年 白番5目負 本因坊丈策
- 1844年（弘化元年）白番中押勝 林柏栄
- 同年 白番4目負 安井算知
- 1845年（弘化2年）先番中押勝 本因坊秀和
- 1846年（弘化3年）先番中押勝 本因坊丈策
- 同年 白番2目負 本因坊秀和
- 1847年（弘化4年）先番3目負 本因坊秀和
- 1848年（嘉永元年）白番4目勝 井上節山因碩
- 同年 白番3目負 本因坊秀和
- 1849年（嘉永2年）先番2目負 本因坊秀和
- 同年 白番中押負 本因坊秀策
- 1850年（嘉永3年）白番8目負 本因坊秀和
- 同年 向二子 3目負 井上松本因碩
- 1852年（嘉永5年）先番中押勝 伊藤松和
- 同年 白番12目勝 林柏栄門入
- 1853年（嘉永6年）白番中押負 本因坊秀策
- 同年 先番中押勝 林柏栄門入
- 1854年（安政元年）先番中押勝 本因坊秀和
- 1856年（安政3年）白番7目勝 井上松本因碩
- 1857年（安政4年）白番中押勝 伊藤松和
- 1858年（安政5年）先番3目負 本因坊秀策
- 1860年（万延元年）先番中押勝 伊藤松和
- 1861年（文久元年）白番中押勝 林有美
- 同年 白番中押負 伊藤松和

## 著作
- 「囲碁段付便覧」1844年から季刊（橘中庵の雅号を使用）